# دوري ليسوتو لكرة القدم
دوري ليسوتو الأول لكرة القدم هي مسابقة كرة القدم بين أندية ليسوتو.
البطل الحالي هو نادي ماتلاما.
أكثر النوادي تتويجا هو نادي ماتالما وذلك سنوات 1974, 1977, 1978, 1982, 1986, 1988, 1992, 2003, 2010, 2019.